# 다카야마역
다카야마역(일본어: 高山駅)은 일본 기후현 다카야마시에 있는 도카이 여객철도 다카야마 본선의 역이다. 다카야마 시의 대표역이며, 단선 · 섬식의 형태가 합쳐진 복합 구조의 철도 역사이다.

## 타는 곳
| 1 · 2 · 3 | ■ 다카야마 본선 | 상행 | 게로 · 기후 방면 |
| 1 · 2 · 3 | ■ 다카야마 본선 | 하행 | 도야마 방면      |

## 이용 현황
| 연도   | 하루 평균 승차 인원 |
| 2006년 | 1,793               |
| 2007년 | 1,849               |
| 2008년 | 1,762               |
| 2009년 | 1,567               |
| ------ | ------------------- |

## 역 주변
- 히다타카야마 관광 안내소
- 히다타카야마 워싱턴 호텔 플라자
- 컨트리 호텔 다카야마
- 주로쿠 은행 다카야마에키마에 지점
- 기후 은행 다카야마 지점
- 다카야마 시청
- 다카야마 연금 사무소
- 다카야마 세무서
- 다카야마 적십자병원
- 다카야마 시정 기념관
- 다카야마 시 향토관
- 다카야마 시민문화회관
- 히다 호텔 플라자

## 인접 정차역
| 도카이 여객철도 다카야마 본선 | 도카이 여객철도 다카야마 본선 | 도카이 여객철도 다카야마 본선 |
| ----------------------------- | ----------------------------- | ----------------------------- |
| 구구노 기후 방면              | ■ 보통                        | 시·종착역                     |
| 히다이치노미야 기후 방면      | ■ 보통                        | 호즈에 이노타니 방면          |